# Topologia różniczkowa
Topologia różniczkowa – dział topologii korzystający z pojęć i metod analizy matematycznej; zajmuje się zwłaszcza rozmaitościami różniczkowymi i różniczkowymi odwzorowaniami, w szczególności dyfeomorfizmami, zanurzeniami różniczkowymi i wiązkami wektorowymi.

## Ewolucja dyscypliny
Pierwszych prób skonstruowania topologii na bazie rozmaitości, odwzorowań i form różniczkowych dokonał H. Poincare w końcu XIX wieku. Systematyczne zbudowanie topologii różniczkowej było jednak możliwe dopiero w 30. latach XX wieku. Właśnie wtedy narodziła się nazwa tej dyscypliny, choć upowszechniła się dekady później.
W latach 50. odkryto różne struktury gładkie na sferze i sklasyfikowano rozmaitości homotopijnie równoważne sferze. Udowodniono również uogólnioną hipotezę Poincare, rozwiązano problem znajdowania pełnego układu niezmienników wszystkich rozmaitości jednospójnych (wymiaru nie mniejszego niż 5).
W latach 60. metodami topologii różniczkowej rozwiązano wiele problemów:
- topologicznej niezmienniczości klas charakterystycznych rozmaitości rzeczywistych,
- związku między rozmaitościami różniczkowymi, kawałkami liniowymi i topologicznymi,
- uogólnienia na rozmaitości niejednospójne metod klasyfikacji rozmaitości gładkich.

Powstała algebraiczna i hermitowska K-teoria. Dla rozmaitości niejednospójnych odkryto związki między klasami charakterystycznymi i formami hermitowskimi nad grupą fundamentalną rozmaitości a jej homologiami. Wtedy też nazwa topologii różniczkowej stała się powszechna.
W latach 70. zaczęto wykorzystywać metody topologii różniczkowej w fizyce matematycznej  w teoriach cząstek elementarnych, ciekłych kryształów i przejść fazowych (w niskotemperaturowym nadciekłym helu).